# International Genius Company
International Genius Company（簡稱IGC，港交所：33）。
一家由華人領導的人工智能交易技術解決方案提供商。
主要從事派對用品的貿易、提供技術驅動投資管理服務、提供借貸業務及商品貿易。

## 更名歷史
前身為「和協海峽金融集團有限公司」。
在2012年3月6日，由十友控股有限公司更名而來。
2019年7月22日，亚投金融集团发布公告，有关建议更改名称的特别决议案已于2019年6月18日举行的股东特别大会上获股东正式通过，而开曼群岛公司注册处处长已发出更改名称注册证书，证明已于2019年6月20日登记公司名称由“Asia Investment Finance Group Limited亚投金融集团有限公司”更改为“China Cloud Copper Company Limited 中国云铜股份有限公司”。建议更改名称已于2019年6月20日生效。
2020年7月7日，云铜股份发布公告，公司英文名称由"China Cloud Copper Company Limited"更改为"Amber Hill Financial Holdings Limited"，公司双重外文名称则由"中国云铜股份有限公司"更改为"安山金控股份有限公司"，自2020年7月3日起生效。公司已采纳新标志，自2020年7月3日起生效。
2022年9月23日，安山金控發布公告，公司的英文名稱已「Amber Hill Financial Holdings Limited」改為「International Genius Company」，並摒棄使用中文名稱，即「安山金控股份有限公司」，兩者均自2022年8月29日起生效。

## 技术
深度神經網絡算法
循環神經網絡（RNN）、卷積神經網絡（CNN）、注意力機制（Attention）、全連接層（FC）、自然語言處理（NLP）、分布式計算網絡、數據隱私安全

## 公司發展
2021年6月，使用算法應用於獨立第三方的專戶理財賬戶管理。
2023年4月，人工智能交易技術（算法）的研發及應用成為其企業戰略重心。
2023年6月，委任陰紅志教授（澳大利亞昆士蘭大學大數據智能實驗室主任）為專家顧問。
2024年3月，完成收購 Deep Neural Computing Company Limited，一家專注於深度神經網絡、人工智能、分布式計算和量化交易算法的領先服務和應用機構。
2024年6月，與 Saxo 訂立戰略框架協議。
2024年7月，與香港盈信金融科技有限公司（「CFL」）簽訂合作框架協議。

## 連結
- （页面存档备份，存于）